# Fluorid telluričitý
Fluorid telluričitý je anorganická sloučenina s chemickým vzorcem TeF4. Je to jeden ze dvou fluoridů telluru. Druhým binárním fluoridem telluru je fluorid tellurový. Jako další fluorid telluru byl uváděn fluorid telluričný Te2F10, jedná se však o dekafluorid kyseliny ditellurové F5Te-O-TeF5. Fluorid tellurnatý TeF2 a fluorid tellurný Te2F2 nejsou známy.

## Příprava
Fluorid telluričitý lze připravit reakcí oxidu telluričitého s fluoridem siřičitým za zvýšeného tlaku:
TeO2 + 2SF4 → TeF4 + 2SOF2
Lze jej také připravit reakcí nitrylfluoridu s tellurem nebo z prvků při teplotě 0 °C nebo reakcí fluoridu seleničitého s oxidem telluričitým při 80 °C.
Fluor může v dusíku reagovat s chloridem nebo bromidem tellurnatým za vzniku fluoridu telluričitého. Tellur lze také fluorovat pomocí fluoridu olovnatého na fluorid telluričitý.
Fluorid telluričitý lze také získat rozkladem sodných a draselných komplexů při teplotách mezi 450 a 600 °C.

## Vlastnosti
Fluorid telluričitý taje při 129 °C. Páry fluoridu telluričitého mají červenou barvu. Nevazebný elektronový pár zaujímá ve fluoridu telluričitém šestou pozici. Molekuly TeF4 vytvářejí tetragonální pyramidy propojené přes fluoridový ligand.
V kapalném skupenství vede fluorid telluričitý elektrický proud. V pevném skupenství má polymerní strukturu TeF3F2/2. Fluorid telluričitý krystalizuje v ortorombické krystalové soustavě s prostorovou grupou P212121 (Číslo 19) a parametry mřížky a = 536 pm, b = 622 pm, c = 964 pm.

## Reaktivita
Fluorid telluričitý reaguje s vodou nebo oxidem křemičitým za vzniku oxidů telluru. Měď, stříbro, zlato, sklo nebo nikl reagují s fluoridem telluričitým při teplotě 200 °C. S platinou nereaguje. Je rozpustný ve fluoridu antimoničném a vysráží se z něj ve formě komplexu TeF4SbF5.
Fluorid telluričitý se rozkládá na fluorid tellurový při 194 °C:
3 TeF4 → Te + 2 TeF6

## Využití
Fluorid telluričitý lze využít jako fluorační činidlo.